# 布勞阿德里亞湖 (萊茵蘭-普法爾茨州)
49°25′32.6712″N 8°27′43.758″E / 49.425742000°N 8.46215500°E

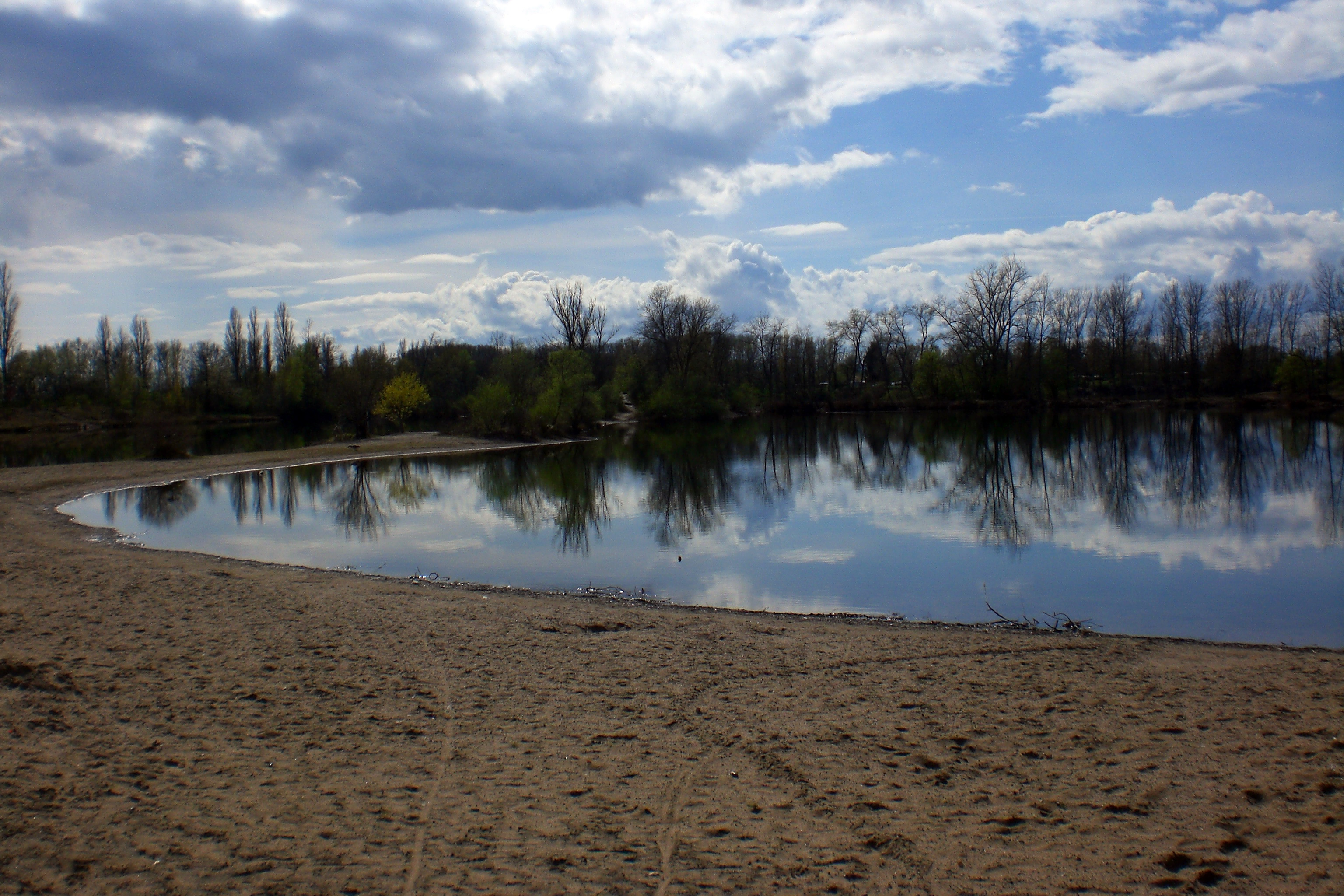

布勞阿德里亞湖（德語：Blaue Adria），是德國的湖泊，位於該國西南部，由萊茵蘭-普法爾茨州負責管轄，長0.65公里、寬0.35公里，面積0.2平方公里，海拔高度89米，最大水深10米。